# Perineura rubi
Perineura rubi är en stekelart som först beskrevs av Georg Wolfgang Franz Panzer 1803.  Perineura rubi ingår i släktet Perineura, och familjen bladsteklar. Arten är reproducerande i Sverige.